# Лињера (Кунео)
Лињера је насеље у Италији у округу Кунео, региону Пијемонт.
Према процени из 2011. у насељу је живело 129 становника. Насеље се налази на надморској висини од 386 м.